# Drei Gleichen
Drei Gleichen (auch: Gleichenschlösser) ist die Bezeichnung für ein mittelalterliches Burgenensemble in Thüringen sowie für das Bergensemble, auf dem die Burgen stehen. Die Berge ziehen sich von neun Kilometer südöstlich Gothas (Landkreis Gotha) bis fünf Kilometer nordwestlich Arnstadts (Ilm-Kreis). Sie werden durch den südlich unweit der Gleichen entspringenden rechten Apfelstädt-Zufluss Weidbach in zwei Teilhöhenzüge separiert.
Im nordwestlichen Teilhöhenzug liegt auf 369,6 m ü. NHN die Burg Gleichen bei Wandersleben, im südöstlichen die Mühlburg bei Mühlberg (376,5 m ü. NHN) und die Veste Wachsenburg bei Holzhausen (420,8 m ü. NHN). Jede der drei Burgen ist von einem Naturschutzgebiet umgeben.
Das Burgenensemble ist von der Autobahn 4 zwischen Erfurt und Gotha gut in seiner Ausdehnung zu erfassen.

## Die Drei Gleichen im Kurzüberblick

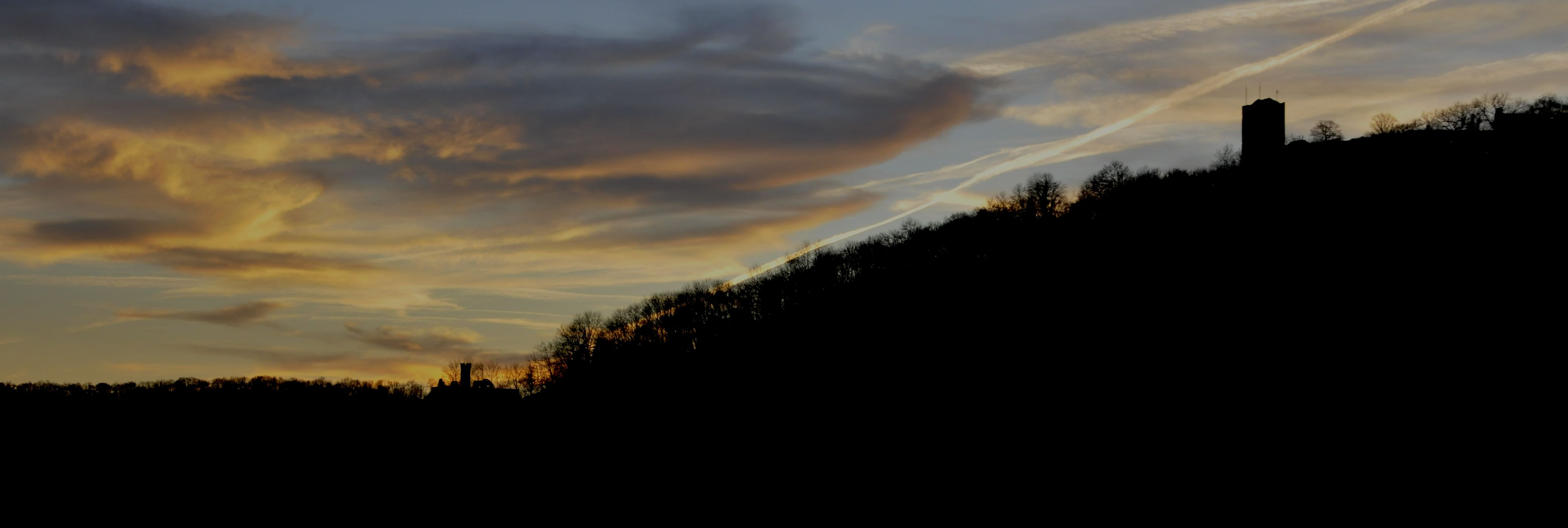
Mühlburg (links) und Burg Gleichen bei Sonnenuntergang

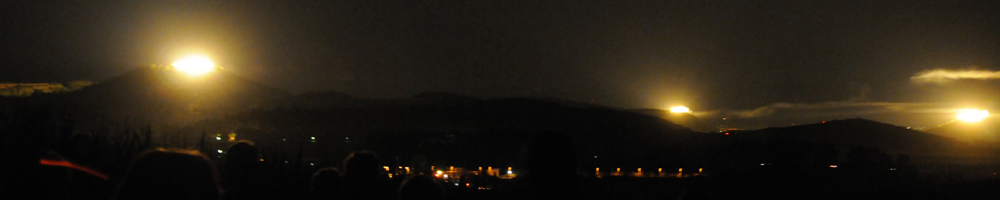
Dreinschlag 2011 vom Standort Haarhausen

| Burg              | Entstehungszeit | Höhe           | Gemeinde        | Koordinaten          |
| ----------------- | --------------- | -------------- | --------------- | -------------------- |
| Burg Gleichen     | 1000 bis 1100   | 369,6 m ü. NHN | Drei Gleichen   | 50° 53′ N, 10° 50′ O |
| Mühlburg          | um 700          | 376,5 m ü. NHN | Drei Gleichen   | 50° 52′ N, 10° 50′ O |
| Veste Wachsenburg | 930             | 420,8 m ü. NHN | Amt Wachsenburg | 50° 51′ N, 10° 53′ O |

## Lage und Landschaft
Die Drei Gleichen liegen im Mündungsdreieck der Apfelstädt (im Norden) in die Gera (im Osten). Links des die Bergregion zweiteilenden Weidbachs liegt die Burg Gleichen im Landkreis Gotha, rechts des teilenden Baches liegen im gleichen Landkreis die Mühlburg und im Ilm-Kreis die Wachsenburg.
Nordwestlich  der Apfelstädt ragen die Seeberge (bis 409,2 m) empor, noch weiter nordwestlich und jenseits des Wilden Grabens der Krahnberg (bis 431,3 m).
Alle genannten Höhenzüge liegen im Bereich der vom Hainich aus nach Südosten weisenden Eichenberg–Gotha–Saalfelder Störungszone, die parallel zum Kamm des Thüringer Waldes verläuft. Gemeinsam bilden sie den Ostrand der naturräumlichen Haupteinheit Westthüringer Berg- und Hügelland und umrahmen darin ein südwestliches Nebenbecken des landläufigen Thüringer Beckens, dessen Kernbecken sich unmittelbar nordöstlich anschließt.

## Berge
Folgende Berge verteilen sich auf die beiden Teil-Höhenzüge (in Klammern je die Lage und die Höhe über NHN):
- Nordwestlicher Höhenzug (NSG Röhrberg)
  - Kaffberg (399,1 m)
    - Röhnberg (383,1 m, westnordwestlich des Kaffbergs)

  - Burg Gleichen (369,6 m, südöstlich des Kaffbergs)
- Südöstlicher Höhenzug
  - Wachsenburg  (420,8 m, NSG Wachsenburg)
  - Roter Berg (361,5 m, nordnordwestlich der Wachsenburg in deren NSG)
  - Schloßleite (400,4 m, westnordwestlich der Wachsenburg, NSG Schloßleite)
    - Mühlburg (376,5 m, nordwestlich des Schloßleite-Hauptgipfels)

  - Nordöstlicher Muschelkalk-Randgrat in Richtung Arnstadt (von dort, also Südost, nach Nordwest geordnet):
    - Weinberg (337,7 m)
    - Ziegenberg (332,6 m)
    - Rückberg (328,9 m)
    - Längel (320,6 m)

Burg Gleichen, Wachsenburg und Roter Berg stellen typische Härtlingskegel dar. Dem gegenüber hat der Kaffberg nebst Röhnberg eine etwas länglichere, weniger steile Flanke und die Schloßleite nebst Mühlburg stellt schließlich einen gratartigen Muschelkalk-Rücken mit aufgesetzten Härtlingen dar, der durch einen Graben von der sich südwestlich anschließenden Muschelkalk-Hochfläche der Ohrdrufer Platte getrennt wird.

## Geschichte

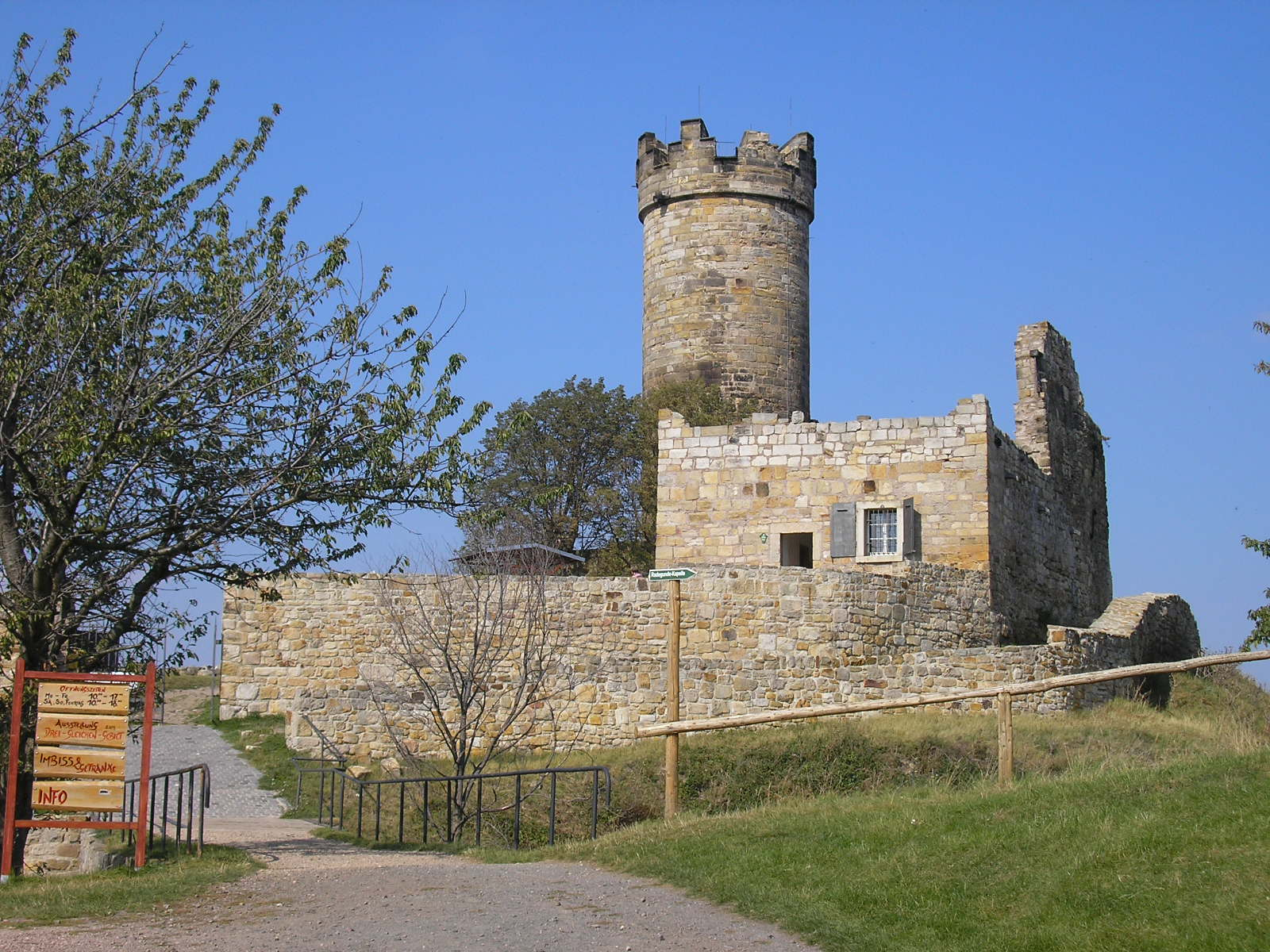
Mühlburg

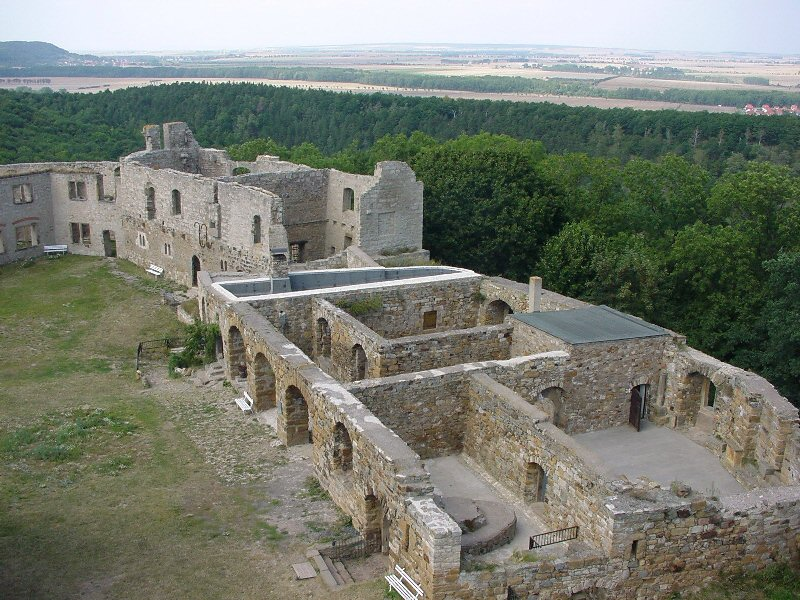
Burg Gleichen

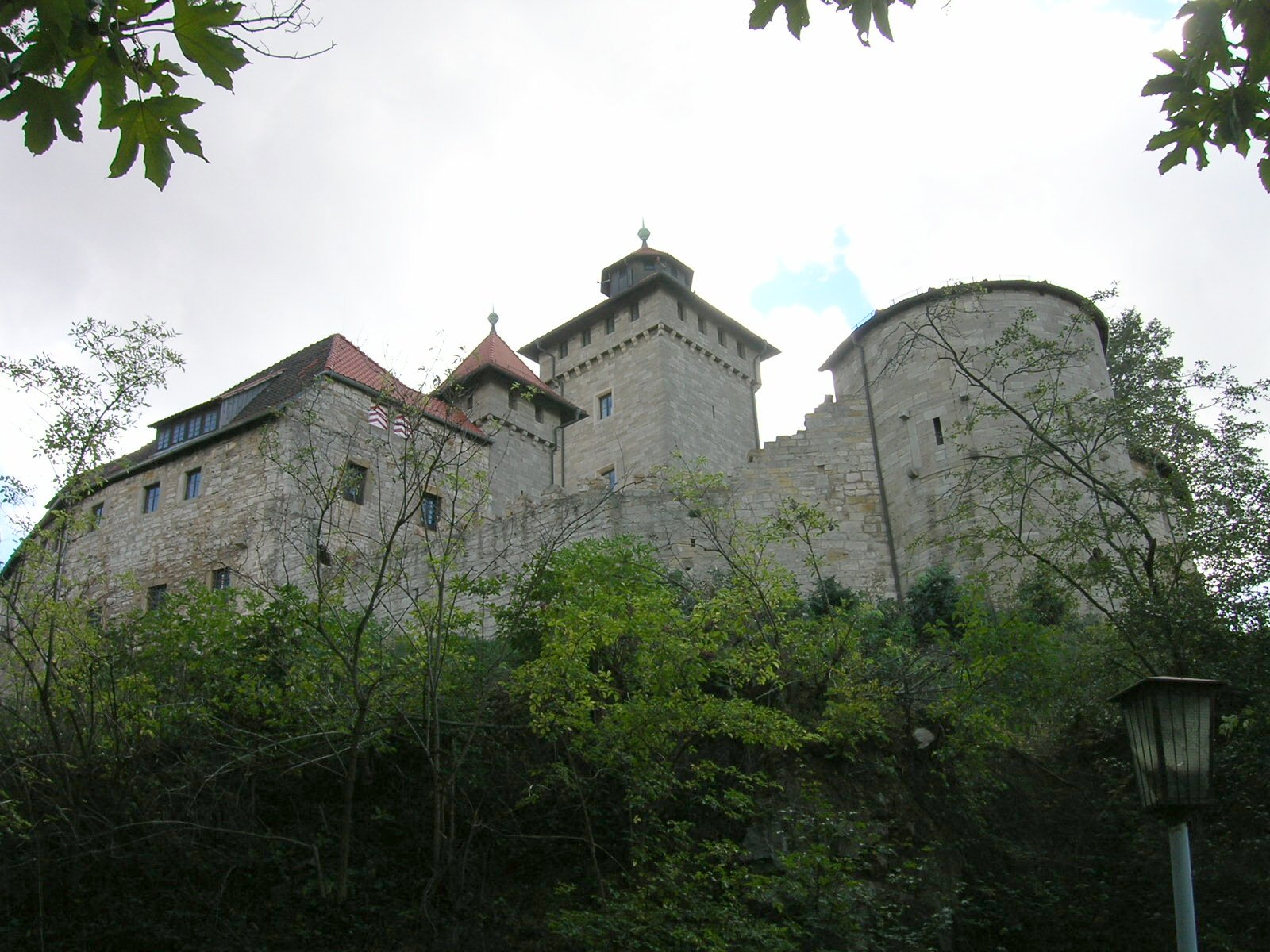
Wachsenburg

Die Burgen wurden zwischen dem 8. und 11. Jahrhundert erbaut, hatten nie dieselben Besitzer und sind auch äußerlich ungleich. Der Sage nach entstand der Begriff Drei Gleichen nach dem Einschlag eines Kugelblitzes am 31. Mai 1231, nach dem die Burgen wie drei gleiche Fackeln gebrannt haben sollen. Dieses Ereignis ist die Grundlage für den „Dreinschlag“, ein Feuerwerksspektakel, das in den Jahren 2002, 2003, 2011, 2014, 2017 und 2023 durchgeführt wurde.
Während die Mühlburg und die Burg Gleichen nur noch gut erhaltene Ruinen sind, wird die Wachsenburg heute als Hotel und Restaurant genutzt.
Vor etwa hundert Jahren befand sich an der Stelle, wo jetzt die Autobahn zwischen der Mühlburg und der Burg Gleichen verläuft, ein großer See. Der Wanderweg, der die drei Burgen verbindet, ist nach dem Schriftsteller Gustav Freytag benannt.
Am 11. Oktober 2012 hat die Deutsche Post eine 55-Cent-Briefmarke mit dem Motiv „Drei Gleichen“ herausgegeben.

## Landschaftsschutzgebiet und Naturschutzgebiete
Das Gebiet der Drei Gleichen wurde bereits 1960 aufgrund seiner landschaftlichen Schönheit als Landschaftsschutzgebiet mit einer Fläche von 857 Hektar ausgewiesen. Heute ist es rund 1700 Hektar groß, wovon rund 1200 Hektar zum Landkreis Gotha gehören. Die rund um die drei Hauptburgen angelegten Naturschutzgebiete Röhnberg, Schloßleite und Wachsenburg gehören zu den insgesamt vier im Landschaftsschutzgebiet liegenden Naturschutzgebieten. Wegen seiner besonderen Bedeutung für den Arten- und Biotopschutz wurde das Gebiet der Drei Gleichen durch den Freistaat Thüringen für das europaweite Schutzgebietssystem Natura 2000 gemeldet.
Das Gebiet ist zudem als FFH-Gebiet Nr. 062 mit einer Fläche von 888 Hektar ausgewiesen.

### Röhnberg
1997 wurde im Landkreis Gotha, größtenteils auf der Gemarkung Wanderslebens, das NSG Röhnberg rund um den nordwestlichen Teil-Höhenzug der Drei Gleichen angelegt, zu dem auch die Burg Gleichen gehört; westlich grenzt unmittelbar der Wechmarer Stausee an. Das 222,7 Hektar große Gebiet wurde 1996 unter Schutz gestellt. Es umfasst die Höhenrücken des Röhn-, Kaff- und Kallenberges sowie die Burg Gleichen. Die Landschaft ist geprägt durch naturnahe Eichenmisch- und Eichentrockenwälder, Trocken- und Halbtrockenrasen, Trockengebüsche und Streuobstwiesen, alte Steinbrüche und vegetationsfreie Aufschlüsse („Badlands“). Im Gebiet leben zahlreiche geschützte und gefährdete Tier- und Pflanzenarten, die in ganz Thüringen nur noch selten anzutreffen sind. Dazu gehören der Hirschkäfer und die Blauflügelige Ödlandschrecke, der Uhu und das Frühlings-Adonisröschen.

### Schlossleite
1997 wurden überdies innerhalb der Gemarkung von Mühlberg, ebenfalls Kreis Gotha, das Gebiet des bewaldeten Höhenrückens der Schlossleite mit der Ruine Mühlburg und die ehemaligen Torfstiche in der Mühlberger Senke als Naturschutzgebiet mit 120,3 ha Hektar unter Schutz gestellt. Eine besondere Attraktion im Frühjahr sind die fast den gesamten Waldboden bedeckenden Märzenbecher (Frühlingsknotenblume). Neben den auch im NSG Röhnberg lebenden Tieren sind von besonders hoher Bedeutung die wassergefüllten Torfstiche mit ihrer typischen Feuchtgebietsflora. Hier leben seltene und gefährdete Vögel, Insekten, Fische, Amphibien und Reptilien.

### Wachsenburg
Ebenfalls 1997 wurde auf dem Gebiet Holzhausens im Ilm-Kreis rund um die steilen und schroffen Hänge des Wachsenburg-Hügels das gleichnamige Naturschutzgebiet mit 80,5 Hektar gesichert, das auch den Roten Berg umfasst. Hier finden sich in den charakteristischen Wäldern, den Halbtrocken- und Trockenrasen, wärmeliebenden Gebüschen und Ackerwildkrautfluren viele Vertreter der vielfältigen, schutzwürdigen Flora und Fauna. Besonders zu nennen sind: Blauflügelige Ödlandschrecke, Schlingnatter und Lothringer Lein sowie die Zauneidechse.

### Apfelstädter Ried
Am linken Ufer der Weidbachaue unmittelbar südwestlich Sülzenbrückens liegt das 1996 ausgewiesene, 18,5 Hektar große Apfelstädter Ried auf einer Höhe von gut 250 m ü. NHN im Norden des Gebietes der Drei Gleichen, im äußersten Osten des Landkreises Gotha und im äußersten Süden der Gemeinde Apfelstädt.

## Geologie
Die abwechslungsreiche Landschaft und Vielfalt an geologischen Formationen sind die Gründe, warum die Gegend Teil des UNESCO Geoparks Inselsberg – Drei Gleichen wurde. Das Drei-Gleichen-Gebiet ist die Typusregion der Arnstadt-Formation, einer lithostratigraphischen Einheit des Mittleren Keuper in der Erdgeschichte.
An den südlichen Berghängen, besonders an der Burg Gleichen und der Wachsenburg (auch im nahe gelegenen Seebergen zu sehen), bildet der mittlere Keuper mit seinen bunten tonigen Mergeln weithin sichtbare, tiefe Erosionsfurchen von eigenartigem Reiz. Diese großflächigen und vegetationsfreien Aufschlüsse sind typisch für das Gebiet. Auf einigen Hügelkuppen lagert noch der feste Sandstein des Oberen Keupers (Rhät), der auch als Baumaterial für die Burgen diente. Muschelkalk bildet am Nordhang der Schloßleite ein ca. 1,5 km langes und 130 m breites Band. Charakteristisch für das Gebiet ist die Niederschlagsarmut. Auf engstem Raum sind hier extrem trockene Südhänge und schattig-kühle Nordhänge zu finden. Die kleinflächig wechselnden geologischen Schichten und subkontinentale Klimaverhältnisse bilden die natürliche Grundlage für eine einzigartige Tier- und Pflanzenwelt.

## Veranstaltungen

### Der Drei(n)schlag
In den Jahren 2002, 2003, 2011, 2014, 2017 und 2023 wurde versucht, die Sage um den gleichzeitigen Brand der Burgen im Jahr 1231, durch den die Burgen zu ihrem Namen „Drei Gleichen“ kamen, nachzustellen, indem man die Burgen mit pyrotechnischen Mitteln bestückte und diese zeitgleich zündete. Aufgrund bestehender Probleme mit der Verkehrssicherheit auf der Autobahn 4 sowie zum Schutz der Natur wurde dieses Spektakel 2003 eingestellt und erst am 20. August 2011 nach längerer Pause wieder durchgeführt. Aus Sicherheitsgründen wurde hierfür die Autobahn 4 vorübergehend gesperrt. Der jüngste Dreinschlag wurde am 19. August 2023 durchgeführt.